# Gallinchen
Gallinchen, in lusaziano inferiore Gołynk, è una frazione della città tedesca di Cottbus.

## Storia
Il centro abitato di Gallinchen venne nominato per la prima volta in un documento del 1421.
Già comune autonomo, venne aggregato alla città di Cottbus nel 2003.

## Amministrazione
La frazione è amministrata da un "consiglio locale" (Ortsbeirat).